# لانس ريان
لانس ريان هو مغني ومغني أوبرا وموسيقي كندي، ولد في القرن العشرين في وايت روك في كندا.

## وصلات خارجية
- لانس ريان على موقع IMDb (الإنجليزية)
- لانس ريان على موقع ميوزك برينز (الإنجليزية)